# Delopleurus striatus
Delopleurus striatus är en skalbaggsart som beskrevs av Gilbert John Arrow 1931. Delopleurus striatus ingår i släktet Delopleurus och familjen bladhorningar. Inga underarter finns listade i Catalogue of Life.